# Fritz Heider
Fritz Heider (19 de febrero de 1896 – 2 de enero de 1988) fue un psicólogo austríaco cuyo trabajo estaba relacionado con la escuela de la Gestalt. En 1958 publicó La psicología de las relaciones interpersonales, que se centra sobre sus creaciones de la teoría del equilibrio y la teoría de la atribución.
Su educación superior fue bastante informal, y vagaba libremente por toda Europa estudiando y viajando a su antojo. Su padre era un arquitecto, que le influyó para estudiar arquitectura en la Universidad de Graz, pero Heider se interesó por la psicología y la filosofía.
Heider publicó dos artículos importantes en 1944, que fue pionero en el concepto de la percepción social y atribución causal (Heider, 1944; Heider y Simmel, 1944). Su libro La psicología de las relaciones interpersonales fue pionero en el campo moderno de la cognición social. Ilumina un enfoque sofisticado hacia la psicología ingenua o de sentido común.

## Teoría de Heider sobre las relaciones interpersonales
En el libro La psicología de las relaciones interpersonales (1958), Fritz Heider trató de explorar la naturaleza de la relación interpersonal. Experimentó y teorizó para explicar cómo se buscan las “causas” de los sucesos que ocurren, especialmente las de aquellos que resultan extraños o se salen de la norma. Según Heider, las personas tienden a creer que un suceso queda explicado satisfactoriamente cuando descubren por qué ha ocurrido, recurriendo para ello a unas normas de inferencia de sentido común.
La teoría de la atribución de Fritz Heider es un método que se puede utilizar para evaluar cómo la gente percibe su propio comportamiento y el de los demás.
En su teoría, cuenta  que las personas observan, analizan y explican los comportamientos con explicaciones. A pesar de que las personas tienen diferentes tipos de explicaciones para los acontecimientos de los comportamientos humanos, Heider agrupó las explicaciones en dos categorías:
- Atribución interna (personal): La causalidad se asigna a un factor, a un agente o a una fuerza interior. La causa de la conducta dada se asigna a las características del individuo, tales como la capacidad, personalidad, estado de ánimo, los esfuerzos, las actitudes o la disposición.
- Atribución externas (situacional): La causalidad se asigna a un factor, a un agente o a una fuerza exterior. La causa de la conducta dada se asigna a la situación en la que el comportamiento ha sido visto como en  la tarea, con otras personas o la suerte.

Estos dos tipos de atribución conducen a percepciones muy diferentes del individuo que se involucra en una conducta

### Las normas de inferencia de sentido común
Heider las definió como las «reglas de la psicología ingenua de la acción», que analizan:
1. La capacidad del actor: analiza la capacidad del actor a realizar una determinada conducta.
2. La dificultad de la conducta: analiza por qué no se puede realizar una conducta, puede deberse a circunstancias que lo impidan.
3. La motivación: analiza el querer hacer el esfuerzo necesario o intentarlo. La motivación es necesaria para que la acción se lleve a cabo realmente.
4. La naturaleza o la intensidad de los esfuerzos realizados por el actor: analiza la naturaleza e intensidad de los esfuerzos, ya que a partir de ellos se explica la presencia o ausencia de motivación.

Los dos primeros puntos determinan conjuntamente si la acción es posible para el actor y los dos últimos determinan la realización de la acción y los esfuerzos para llevarla a cabo.